# Campaña de la Legalidad en Brasil

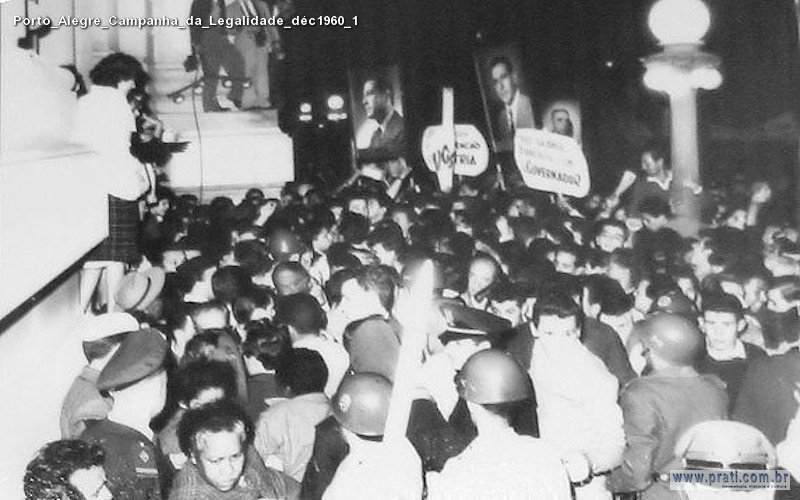
Campaña de la Legalidad en Brasil.

La Campaña de la Legalidad en Brasil o Red de la Legalidad fue una movilización política que ocurrió entre los días 25 de agosto de 1961 a 7 de septiembre de 1961, cuyo centro fue la ciudad de Porto Alegre, la sede del gobierno del estado de Río Grande del Sur. Su jefe y creador fue el entonces gobernador Leonel Brizola. Su meta era garantizar el derecho del vicepresidente João Goulart de asumir la presidencia de Brasil como se preveía en la constitución, después de la renuncia del presidente Jânio Quadros. João Goulart, también conocido como Jango, estaba fuera de Brasil en una viaje internacional por Asia, lo que impidió que asumiera inmediatamente la presidencia, pues en los términos constitucionales brasileños vigentes en la época, tenía que encontrarse en territorio brasileño para asumir la presidencia. De pronto, después de la renuncia de Jânio Quadros, los ministros jefes de las fuerzas armadas brasileñas hacen un comunicado afirmando que no aceptaban que Jango asumiese la presidencia, y que en caso de intentar volver al país para obtener su derecho, ocurriría una reacción armada. Brizola entonces tomó para sí la tarea de organizar una reacción popular por medio de transmisiones diarias de la estación de la Radio Guaíba de Porto Alegre, para que la población tuviese conocimiento de que un posible golpe de Estado estaba en curso. Otras estaciones de radio como la Rádio Brasil Central de Goiânia y la Rádio Clube de Blumenau pasaron a transmitir la programación de la Rádio Guaíba con el pasar de los días. El término de la movilización ocurrió solamente cuando Jango asume la presidencia después de un acuerdo parlamentario para cambiar el sistema político brasileño al Parlamentarismo.